# 2'-羟基可卡因
2'-羟基可卡因（英語： 或 ）是一种含氮有机化合物，化学式C17H21NO5，属于莨菪烷衍生物，可卡因的类似物，也是其可能的活性代谢产物。